# Премія «Смарагдова ліра»

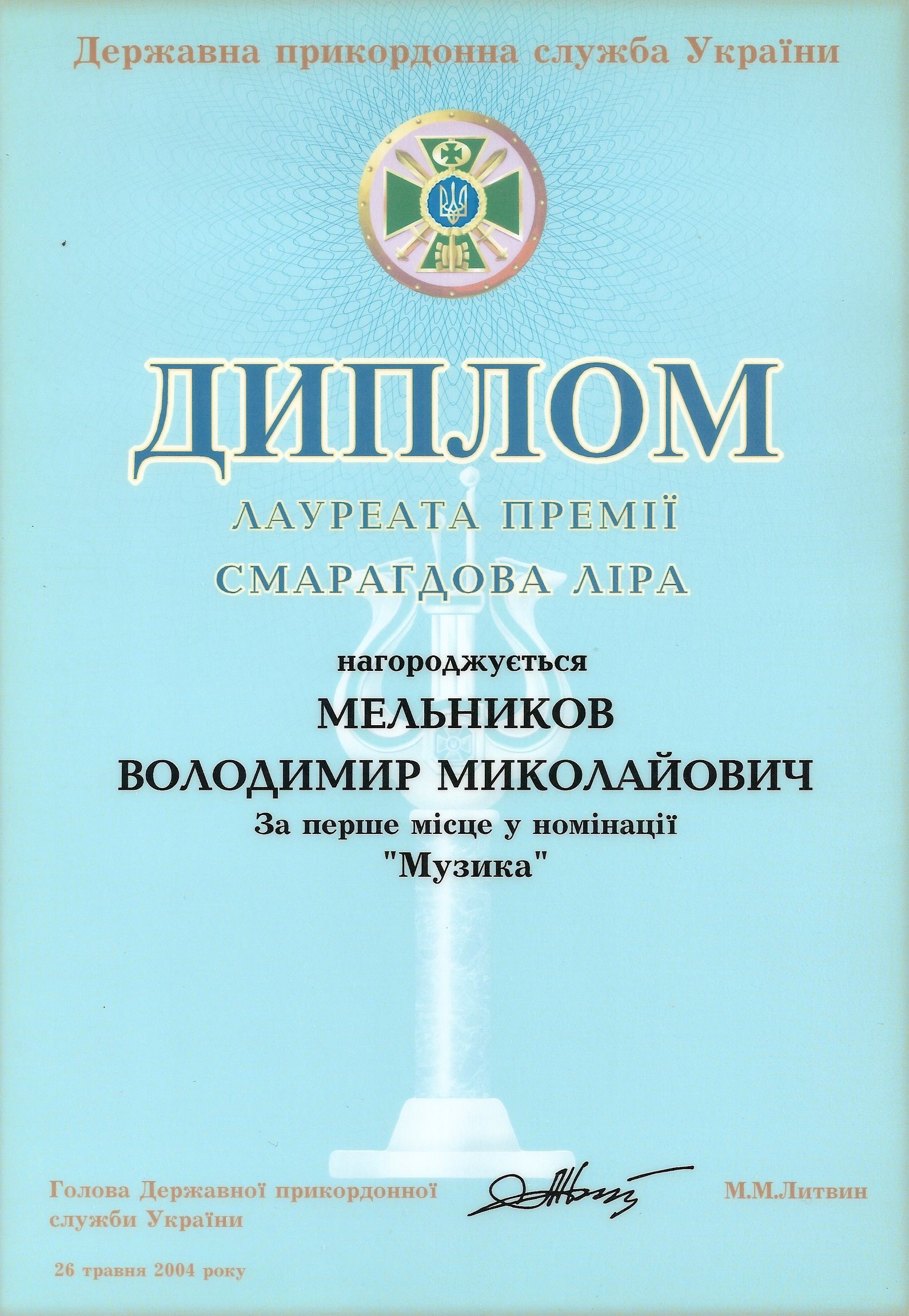
Диплом лауреата премії «Смарагдова ліра» (2004 рік)

Премія «Смарагдова ліра» запроваджена Адміністрацією Державної прикордонної служби України за рішенням Голови служби Миколи Литвина у 2004 році, який особисто вручив перші дипломи лауреатів, та символізує собою творчу вдачу, великий успіх твору автора у читачів, глядачів та слухачів. Запровадження премії було оформлено через три роки наказом Адміністрації Державної прикордонної служби України від 04.04.2007 року № 252 «Про заснування щорічної премії Державної прикордонної служби України „Смарагдова ліра“»

## Премія присуджується
авторам за створення значних художніх творів у різних жанрах літератури і мистецтва, опублікованих у засобах масової інформації або виданих окремо, у тому числі на магнітних носіях, переданих по радіо і телебаченню, що талановито висвітлюють життя, духовний світ і високу мораль прикордонників.

## Вручення премії
Премія вручається щороку, напередодні Дня прикордонника
за такими номінаціями:
- «Художня література» — проза, поезія, драматургія, літературна критика, нарис, публіцистика та історичні дослідження (одна премія);
- «Музика» — професійна пісня, авторська пісня; відзначаються автор тексту, музики і виконавець (три премії);
- «Образотворче мистецтво» — (дві премії): живопис і графіка, скульптура, оздоблювальні та монументальні роботи;
- «Журналістика» — за цикли передач та матеріалів на прикордонну тематику, які користуються великою популярністю на радіо і телебаченні та в друкованих та електронних засобах масової інформації (дві премії);
- «Культурно-шефська робота» — за сприяння у виданні книг, аудіо та відеопрограм, увічнення пам'яті героїв-прикордонників, значний особистий вклад у військово-патріотичне та естетичне виховання прикордонників (одна премія);
- «Кіно» — режисерська та акторська робота в кіно (одна премія);
- «Театр» — режисерська та акторська робота в театрі (одна премія);
- «Хореографія» — хореографічно-постановочна робота, індивідуальна виконавська майстерність артиста балету (одна премія).

## Лауреати
У номінації «Музика»:
- у 2004 році — Володимир Мельников
- у 2005 році — Олександр Бурміцький
- у 2006 році — Анна Півньова
- у 2007 році — * у 2008 році — Сергій Коваль
- у 2009 році — Ганна Музиченко
- у 2010 році — * у 2011 році — Ігор Балан (музика), Олена Лайко (слова), Валерій Биков (виконання)
- у 2012 році — * у 2013 році — * у 2014 році — Олесь Коляда
- у 2015 році -

У номінації «Художня література»:
- у 2004 році — * у 2005 році — * у 2006 році — * у 2007 році — * у 2008 році — * у 2009 році — * у 2010 році — * у 2011 році — Валерій Снегірьов
- у 2012 році — * у 2013 році — * у 2014 році — * у 2015 році —

У номінації «Образотворче мистецтво»:
- у 2004 році — * у 2005 році — Михайло Пархоменко , Василь Вознюк
- у 2006 році — Олександр Вітрик
- у 2007 році — * у 2008 році — Василь Кондратюк
- у 2009 році — * у 2010 році — Петро Смиковський
- у 2011 році — Володимир Борошеєв (живопис і графіка) , Марія Чепульська (живопис і графіка), Максим Цовма (скульптура)
- у 2012 році — * у 2013 році — * у 2014 році — * у 2015 році -

У номінації «Журналістика»:
- у 2004 році — * у 2005 році — * у 2006 році — Юрій Зиненко, Костянтин Стогній
- у 2007 році — Анатолій Шмалюк
- у 2008 році — * у 2009 році — Олена та Валентин Кузнєцови , Григорій Швед
- у 2010 році — * у 2011 році — Тетяна Ваганова (радіо і телебачення), Оксана Тороп (друковані та електронні ЗМІ)
- у 2012 році — Андрій Гнатюк
- у 2013 році — * у 2014 році — * у 2015 році -

У номінації «Культурно-шефська робота»:
- у 2004 році — Валентин Кузнєцов
- у 2005 році — * у 2006 році — * у 2007 році — * у 2008 році — * у 2009 році — * у 2010 році — * у 2011 році — * у 2012 році — * у 2013 році — * у 2014 році — * у 2015 році —

У номінації «Кіно»:
- у 2004 році — * у 2005 році — * у 2006 році — * у 2007 році — * у 2008 році — * у 2009 році — * у 2010 році — * у 2011 році — Сергій Фомін
- у 2012 році — * у 2013 році — * у 2014 році — * у 2015 році — Олена Павлюк

У номінації «Театр»:
- у 2004 році — * у 2005 році — * у 2006 році — * у 2007 році — * у 2008 році — * у 2009 році — * у 2010 році — * у 2011 році — * у 2012 році — * у 2013 році — * у 2014 році — * у 2015 році —

У номінації «Хореографія»:
- у 2004 році — * у 2005 році — * у 2006 році — * у 2007 році — * у 2008 році — * у 2009 році — * у 2010 році — * у 2011 році — Микита Стеценко
- у 2012 році — * у 2013 році — * у 2014 році — * у 2015 році -

## Про премію в книгах українських видавництв
Вірші «Смарагдова ліра» на с.с.140-141 книги В. М. Мельникова «Українці не папуаси»:
Державний кордон, як прапор держави — святиня, 
А захист кордону — одвіку це справа свята.
Увічнити в творах героїв кордону країни
Для творчих людей, насправді висока мета.
На шпальтах газет, по радіо, з телеекранів
Про будні застав звучать небайдужі слова.
Зігріють вони солдата у сніжнім бурані…
Бо твори митців спроможні творити дива.
Тож ліра митців не зброя, а служить народу, 
І звуки її — народжують в душах пісні, 
Які вже співають нащадки козацького роду, 
Немов солов'ї у диво-гаях навесні.
«Смарагдова ліра» — найкращих митців визнання, 
Які свою творчість дарують кордону і миру.
«Смарагдова ліра» ти служиш кордону щодня, 
«Смарагдова ліра», мистецька «Смарагдова ліра».